# Museo dell'esercito
Il Museo dell'Esercito (nome completo originale in spagnolo: Museo del Ejército y Fuerza Aérea Mexicanos “Bethlemitas”)  è un piccolo museo di Città del Messico che sorge tra la navata e parte del convento dei Betlemiti della città.
Il museo raccoglie la storia militare del Messico dall'epoca preispanica ad oggi.
La collezione è formata da oggetti di rilevante valore storico come armature, dipinti macchine da guerra e documenti. Alcuni pezzi sono appartenuti all'Eroico Collegio Militare.
Il museo che conta con una biblioteca organizza frequentemente importanti conferenze.